# جون لورنس مانينغ
جون لورنس مانينغ (بالإنجليزية: John Lawrence Manning)‏ هو سياسي أمريكي كان حاكما على ولاية كارولينا الجنوبية ينتمي لى الحزب الديمقراطي. ولد جون لورنس مانينغ في 29 كانون الثاني - يناير في مقاطعة كلارندون, كارولاينا الجنوبية. من أهم المناصب التي شَغلها جون لورنس مانينغ هو منصب الحاكم الخامس والستين على ولاية كارولينا الجنوبية ما بين عامي 1852 إلى عام 1854. توفي جون لورنس مانينغ في 24 تشرين الأول - أكتوبرمن سنة 1889 في مقاطعة ريتشلاند, كارولاينا الجنوبية.
بنى جون وزوجته سوزان مزرعة ميلفورد عام 1839 قرب باينوود, كارولاينا الجنوبية، التي تعرف الآن بانها معلم وطني تراثي.

## دراسته ووظيفته
بعد ان تخرج جون من جامعة برنستون وبعد ان أخذ درجة بكالوريوس من جامعة كارولاينا الجنوبية في الطب عام 1836, عمل اولاََ كأميين ورئيس اتحاد الخريجين. ومن ثم عمل في مجلس نواب كارولاينا الجنوبية من عام 1842 إلى عام 1846 وفي مجلس شيوخ كارولاينا الجنوبية من عام 1846 إلى عام 1852 عندما تم انتخابه حاكما على الولاية. حكم على الولاية من عام 1852 إلى عام 1854.